# Fabrizio Bellia
Fabrizio Bellia (8 giugno 1963) è uno scacchista italiano, maestro internazionale.
È stato tre volte campione italiano a squadre, medaglia d'argento al Mondiale a squadre over 50 nel 2019 e campione europeo over 50 nel 2021. Dal 2021 è il commissario tecnico della nazionale italiana femminile.

## Biografia
Ottiene il titolo di maestro internazionale nel 2001, quando ottiene la terza norma al torneo Intel Pentium di Milano.

## Carriera
Nel 1994 in aprile vince il Campionato italiano a squadre con la Microcomputer Roma, giocando come riserva.
Nel 1996 in maggio vince per la seconda volta il Campionato italiano a squadre, giocando in seconda riserva con l'Averno Napoli.
Nel 2019 in luglio vince la semifinale del campionato italiano con 6,5 punti su 9.
Nel 2021 in luglio vince la semifinale del campionato italiano con 7,5 punti su 9. Tra settembre e ottobre vince a Budoni il Campionato europeo seniores nella categoria over 50, realizzando 7,5 punti su 9.
Nel 2025 in aprile vince per la terza volta il Campionato italiano a squadre, giocando per la S.S. Lazio Scacchi Master.